# 美肌泉隊SPAレンジャー
美肌泉隊SPAレンジャー（びはだせんたいスパ - ）は、2007年10月4日〜2008年3月27日までの間、日本テレビ系列のテレビ番組『おもいッきりイイ!!テレビ』（月曜〜金曜、11:55〜13:55）の曜日別コーナーとして、毎週木曜日の13:10頃から放送されていたコーナー。温泉ビューティー研究家で温泉ソムリエの石井宏子がオススメする温泉地を『SPAレンジャー』に扮した男性俳優陣が紹介する。

## 概要

### 第1期（第1話〜第21話）
女性の美と健康にチョッカイを出す『チョッカー』から世の女性を守るため、石井キャップ（石井宏子）の指令に基づき、美肌に良いとされる各地の温泉・観光スポットを堪能するのがSPAレンジャーの任務である。任務は毎回レッドと他のメンバー2人の計3人で行われる（たまにレッドが休みの時もあり）。SPAレンジャーはまず温泉地の名所をめぐり（地元の美女と一緒の時が多い）、宿泊する宿で料理を味わってから、温泉を楽しみ、その後、出現したチョッカーを倒すのが基本の流れ。なお、温泉に入る時には、それまでに摂取したカロリーを様々な方法で燃焼させてから、素肌を人にさらすのが嗜みとなっている。その際、「任務遂行の時が来た」、「美肌の湯を満喫するのだ」、「出動だ!」の掛け声とともに脱衣シーンを経て、温泉に入浴する。

### 第2期（第22話〜最終回）
第21話でチョッカーが全滅した為、第22話からはチョッカーとの戦いに代わり、毎回、地元の名産から条件に合ったお土産を探す企画となった。最終回は主にこれまでの戦いとチョッカーを振り返る内容で、任務はなし。SPAレンジャーが選んだお土産は視聴者にもプレゼントされた（最終回は除く）。なお夕食後のカロリー燃焼と入浴までの流れは第1期と同じ。

## 登場人物・キャスト
SPAレンジャーに扮する俳優は、いずれも特撮ヒーロー番組に出演経験があるのが特徴。俳優名の後ろの（）内はおもな特撮出演作品。
SPAレッド：萩野崇（『超光戦士シャンゼリオン』『仮面ライダー龍騎』）
旅のメシにはちょっとうるさいリーダー。ご当地ならではの料理が旅の楽しみ。しかしながら「レッド」というところを「赤」と言うようにおっちょこちょいな一面もある。最年長者ではあるが一番テンションが高い。
SPAブルー：半田健人（『仮面ライダー555』）
昭和のレトロな文化に詳しい。建物など関連している様々なところをチェックする。観光スポットを巡る際、昭和歌謡曲を自ら披露することもしばしば。レッドが居ない時の代理リーダー。レッドとは逆に最年少だが一番落ち着いている。
SPAグリーン：大口兼悟（『仮面ライダー555』『仮面ライダー×仮面ライダー オーズ&ダブル feat.スカル MOVIE大戦CORE』『烈車戦隊トッキュウジャー』）
旅先の土産は絶対欠かさない。人とのふれあいを大切にする。木曜日レギュラーのKABA.ちゃんの一番のお気に入りでもある。放送当時は唯一変身する役を演じていなかったが、後に映画で仮面ライダーバースに変身。さらに4年後、敵幹部役で出演。
SPAイエロー：三上真史（『轟轟戦隊ボウケンジャー』）
寝るときは必ず布団。宿に着いたら、まず布団の寝心地をチェックする。唯一の戦隊シリーズ出身者。
SPAムラサキ：村上幸平（『時空警察ヴェッカーD-02』『仮面ライダー555』『キューティーハニー THE LIVE』『動物戦隊ジュウオウジャー』）
温泉の源泉やお風呂の大きさ、お湯の温度まで細かくチェック、風呂は熱めにこだわる（主にその時の台詞は「良い湯だ!」）。なぜかひとりだけ日本語の色名で呼ばれている。そのたびに「パープルと呼べよ」と突っ込む。また自己紹介するときも「パープルです」と言う。ブルーと初めて組んだ時（レッドが休み）は歳の事を気にしていて対立していた。
石井キャップ：石井宏子
日本で唯一の温泉ビューティ研究家。SPAレンジャーにおすすめの温泉への出動指令を出す。本編には登場していないが、温泉の効能説明のナレーションを担当している。
チョッカー【第1期のみ】
女性の美と健康にチョッカイを出す敵。全身黒タイツ姿で背中に「醜」「くすみ」「カサカサ」などの名前が貼られている（前面に貼られている時もある）。弱点は温泉で、湯の中に落ちると消えてしまう。当初は襲おうとしたところを温泉に落ちて勝手にやられていったこともあり、その存在は第10話までSPAレンジャーに気づかれなかった（彼ら曰く「黒人間」）。第13話以降は名前に関連した攻撃を仕掛け、SPAレンジャーと戦うようになった。第21話で最後のチョッカーであった小ジワ男が倒され、全滅した。
ナレーション：バッキー木場

## 放送リスト

### 第1期
| 話数   | 放送日         | サブタイトル             | 登場SPAレンジャー          | チョッカー                                |
| ------ | -------------- | ------------------------ | -------------------------- | ----------------------------------------- |
| 第1話  | 2007年10月4日  | 箱根・強羅温泉の巻       | レッド、ブルー、グリーン   | シワ男                                    |
| 第2話  | 2007年10月11日 | 群馬・万座温泉の巻       | レッド、イエロー、ムラサキ | くすみ男                                  |
| 第3話  | 2007年10月18日 | 群馬・伊香保温泉の巻     | レッド、ブルー、イエロー   | カサカサ男                                |
| 第4話  | 2007年10月25日 | 伊豆奥下田・観音温泉の巻 | レッド、ブルー、グリーン   | 毛穴の汚れ男                              |
| 第5話  | 2007年11月1日  | 山梨・石和温泉の巻       | レッド、イエロー、ムラサキ | 角質男                                    |
| 第6話  | 2007年11月8日  | 群馬・草津温泉の巻       | ブルー、グリーン、イエロー | たるみ男                                  |
| 第7話  | 2007年11月15日 | 西伊豆・土肥温泉の巻     | レッド、グリーン、ムラサキ | 冷え男                                    |
| 第8話  | 2007年11月22日 | 群馬・四万温泉の巻       | ブルー、イエロー、ムラサキ | 老化男                                    |
| 第9話  | 2007年11月29日 | 静岡・堂ヶ島温泉の巻     | レッド、ブルー、イエロー   | 乾燥男                                    |
| 第10話 | 2007年12月6日  | 福島・いわき湯本温泉の巻 | レッド、グリーン、ムラサキ | 老廃物男                                  |
| 第11話 | 2007年12月13日 | 栃木・那須湯本温泉の巻   | レッド、ブルー、ムラサキ   | ごわごわ肌女                              |
| 第12話 | 2007年12月20日 | 栃木・奥塩原温泉の巻     | レッド、イエロー、グリーン | シミ男                                    |
| 第13話 | 2007年12月27日 | 群馬・薬師温泉の巻       | レッド、グリーン、ムラサキ | ザラザラ男、ザラザラ男2（ザラザラ男の弟） |
| 第14話 | 2008年1月10日  | 福島・土湯温泉の巻       | レッド、ブルー、グリーン   | ストレス男                                |
| 第15話 | 2008年1月17日  | 静岡・熱海温泉の巻       | ブルー、イエロー、ムラサキ | DRY DRY MAN（ロンドン支部からの刺客）     |
| 第16話 | 2008年1月24日  | 静岡・熱川温泉の巻       | レッド、グリーン、ムラサキ | ブヨブヨ男                                |
| 第17話 | 2008年1月31日  | 群馬・猿ヶ京温泉の巻     | ブルー、イエロー、ムラサキ | 肌の疲れサル男                            |
| 第18話 | 2008年2月7日   | 群馬・宝川温泉の巻       | レッド、グリーン、ムラサキ | コリコリマン                              |
| 第19話 | 2008年2月14日  | 静岡・伊東温泉の巻       | レッド、ブルー、ムラサキ   | 血行不良男                                |
| 第20話 | 2008年2月21日  | 栃木・湯西川温泉の巻     | レッド、ブルー、イエロー   | ガサガサ男                                |
| 第21話 | 2008年2月28日  | 福島・岳温泉の巻         | レッド、ブルー、イエロー   | 小ジワ男                                  |

### 第2期
| 話数   | 放送日        | サブタイトル         | 登場SPAレンジャー          | 任務・お土産                                                |
| ------ | ------------- | -------------------- | -------------------------- | ----------------------------------------------------------- |
| 第22話 | 2008年3月6日  | 伊豆・修善寺温泉の巻 | レッド、グリーン、ムラサキ | みのもんたが喜ぶ酒のおつまみ探し 「本ワサビの花芽の酢漬け」 |
| 第23話 | 2008年3月13日 | 静岡・大滝温泉の巻   | レッド、ブルー、ムラサキ   | KABA.ちゃんが喜ぶお土産探し 「伊豆みかんワイン」            |
| 第24話 | 2008年3月20日 | 千葉・洲の崎温泉の巻 | レッド、グリーン、ムラサキ | 大沢あかねが喜ぶお土産探し 「まめもっこり」                 |
| 最終回 | 2008年3月27日 | 甲州・西山温泉の巻   | レッド、ブルー、イエロー   | 出演者にお土産購入（任務はなし） 「かやあめ」               |

## 備考
- 温泉のシーンでは掛け湯シーンのカットやタオルを巻いて温泉に浸かる等マナーに反する行為が含まれているため、注意のテロップやコーナーの最後にマナーに関する説明が入った。